# Antonio D’Angelo

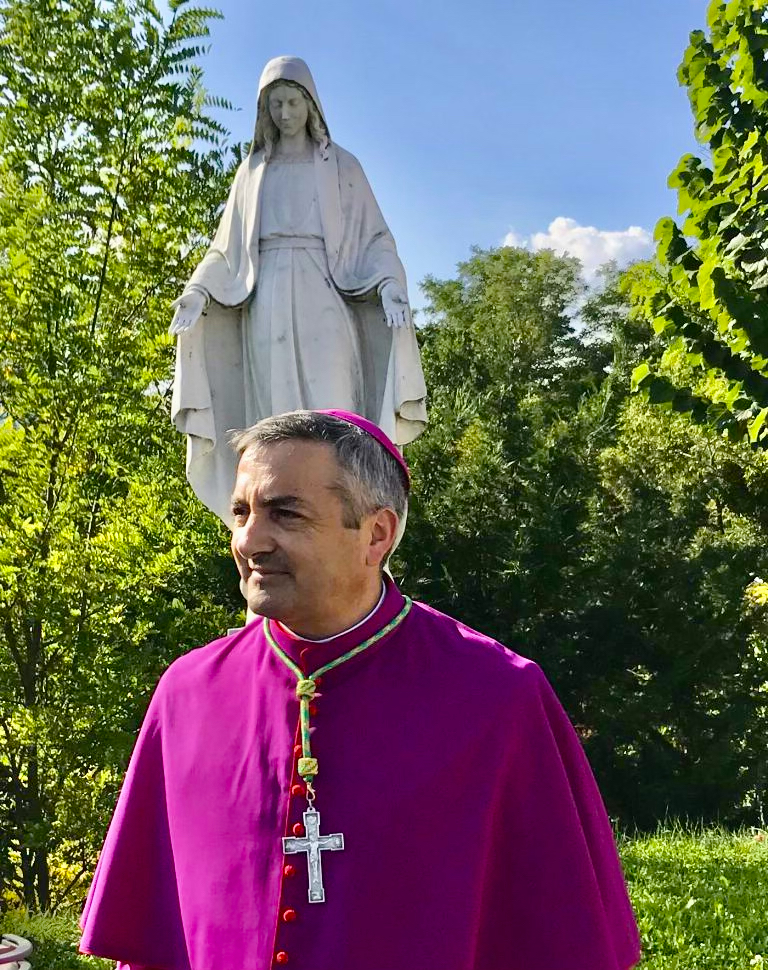
Antonio D’Angelo (2021)

Wappen von Antonio D’Angelo als Koadjutorerzbischof von L’Aquila

Antonio D’Angelo (* 2. März 1971 in Castelmauro) ist ein italienischer römisch-katholischer Geistlicher und Erzbischof von L’Aquila.

## Leben
Antonio D’Angelo nahm nach einem Abschluss als Industriekaufmann ein Hochschulstudium in Bologna auf. Er trat dann in das Regionalseminar in Chieti ein, wo er seinen Abschluss in Theologie erwarb. Er empfing am 14. September 1996 die Priesterweihe für das Bistum Termoli-Larino.
Nach verschiedenen Aufgaben in der Pfarrseelsorge war er von 2005 bis 2007 Direktor der Diözesancaritas. Im Jahr 2005 wurde er außerdem Kanoniker an der Konkathedrale in Larino. Im Jahr 2007 wurde er zum Subregens am Regionalseminar in Chieti ernannt. Nach weiteren Studien erwarb er 2008 an der Päpstlichen Lateranuniversität ein Lizenziat in Pastoraltheologie. Von 2007 bis 2012 war er Diözesandirektor für die Berufungspastoral und seit 2008 Mitglied des Priesterrats. Seit 2010 war er zudem Ökonom des Regionalseminars in Chieti, dessen Leitung er 2016 als Regens übernahm. 2018 erwarb er an der Päpstlichen Universität Gregoriana einen Abschluss am Hochschulinstitut für die Priesterausbildung. Im selben Jahr wurde er Mitglied der nationalen Priesterkommission der Italienischen Bischofskonferenz.
Papst Franziskus ernannte ihn am 14. August 2021 zum Titularbischof von Pumentum und zum Weihbischof in L’Aquila. Der Erzbischof von L’Aquila, Giuseppe Kardinal Petrocchi, spendete ihm am 12. September desselben Jahres in der Basilika Santa Maria di Collemaggio die Bischofsweihe. Mitkonsekratoren waren der Erzbischof von Campobasso-Boiano, Giancarlo Maria Bregantini CSS, und der Bischof von Termoli-Larino, Gianfranco De Luca.
Am 19. August 2023 ernannte ihn Papst Franziskus zum Koadjutorerzbischof von L’Aquila. Mit dem Rücktritt Giuseppe Petrocchis am 1. August 2024 folgte er diesem im Amt des Erzbischofs von L’Aquila nach.